# Jorge Alves da Silva
Jorge Alves da Silva (ur. 23 lutego 1946 w São Paulo, zm. 16 listopada 2018) – brazylijski piłkarz, występujący podczas kariery na pozycji obrońcy.

## Kariera klubowa
Podczas kariery piłkarskiej Jorge występował w SE Palmeiras.

## Kariera reprezentacyjna
W 1968 roku Jorge uczestniczył w Igrzyskach Olimpijskich w Meksyku. Na turnieju Jorge wystąpił w meczu grupowym reprezentacji Brazylii z Hiszpanią.